# Cucina bosniaca
La cucina bosniaca è l'espressione dell'arte culinaria sviluppata in Bosnia ed Erzegovina e ha subito numerose influenze da altre culture. Oltre che da quella turca e greca, questa cucina ha subito un'influenza significativa anche dalla cucina austriaca per via del dominio dell'Impero austro-ungarico sulla regione.

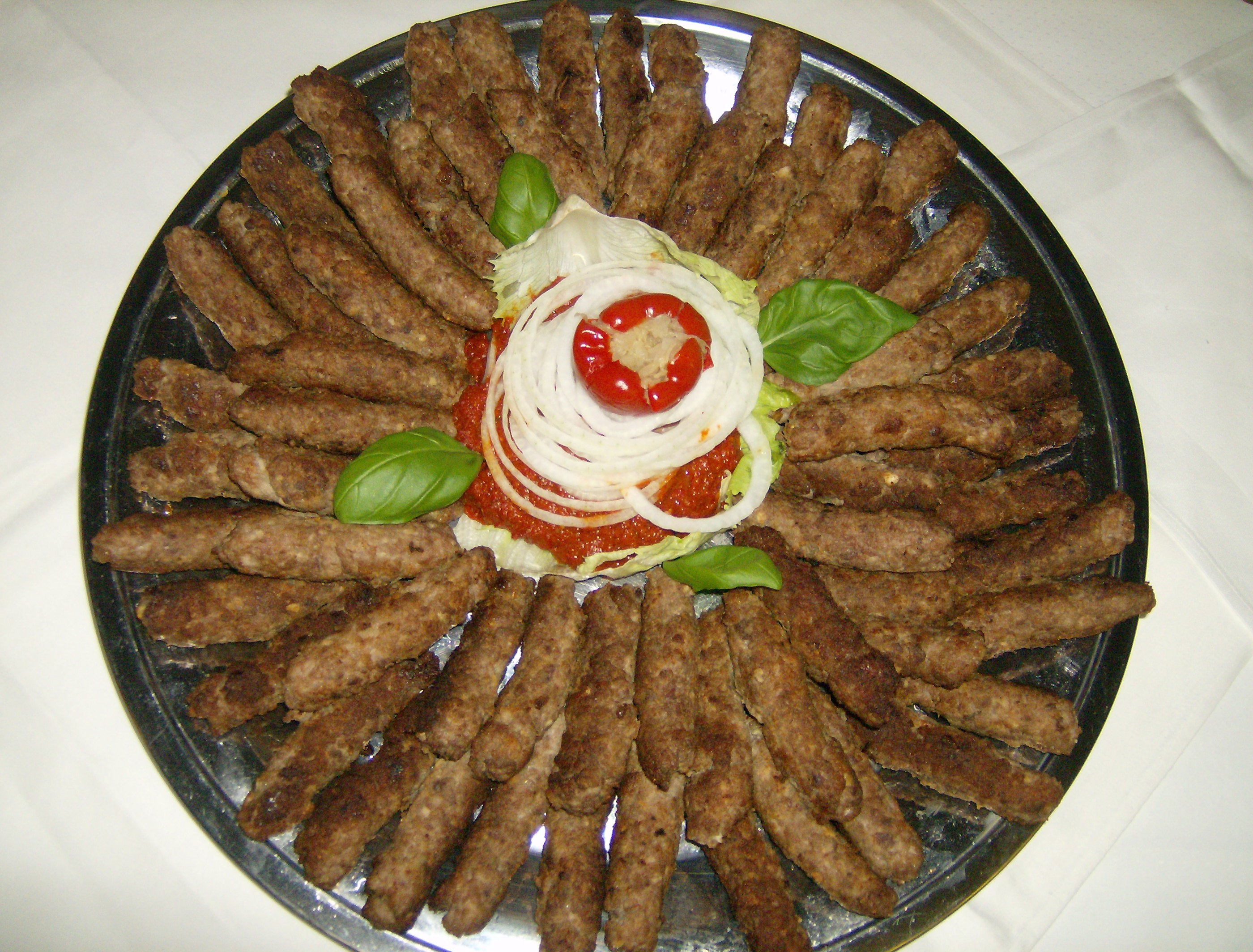
I ćevapčići sono un tipico piatto di carne della penisola balcanica

## Piatti tipici

### Minestre
Tra le minestre, sono degne di nota la Trahana (con la pasta fatta a mano in casa); la Pasulj corba (con fagioli, in alcuni casi anche con salumi); la Kupus corba (minestra di cavolo dal sapore acido); la Begova corba (con pollo, uova e verdure); il Bosanski lonac (con diversi tipi di verdure e di carne, ma non il maiale, tagliati a pezzi non troppo piccoli); la Bamija (con una verdura tipica del luogo).

### Secondi
La carne ha un ruolo di primo piano nella cucina bosniaca, tra i vari piatti si ricorda il Cevap: derivante dalla lingua araba, sta ad indicare "carne in piccoli pezzi". Viene preparata con molto sugo. Simile ad un comune hamburger è la Pljeskavica. Tra la carne allo spiedo troviamo il Raznjici, il Prasetina (na raznju) (maiale allo spiedo) e il Jagnjetina (na raznju) (carne di agnello allo spiedo).

### Torte salate
Le torte salate svolgono un ruolo di fondamentale importanza sulle tavole dei bosniaci. Nella lingua popolare si chiamano "Pita" al singolare e "Pite" al plurale. Ce ne sono diversi tipi ma quelle maggiormente diffuse e rinomate sono: il Burek (con carne macinata, non di maiale), la Krompiraca (con cubetti di patata), la Sirnica (con formaggio), la Zeljanica (con spinaci) e la Maslanica (torta salata principalmente e nella maggior parte dei casi senza un ripieno ma semplicemente l'impasto, che viene distribuito su degli strati).

### Formaggi
- Formaggio nel sacco
- Formaggio di Livno

### Dolci
- Tufahije – torta di mele e noci

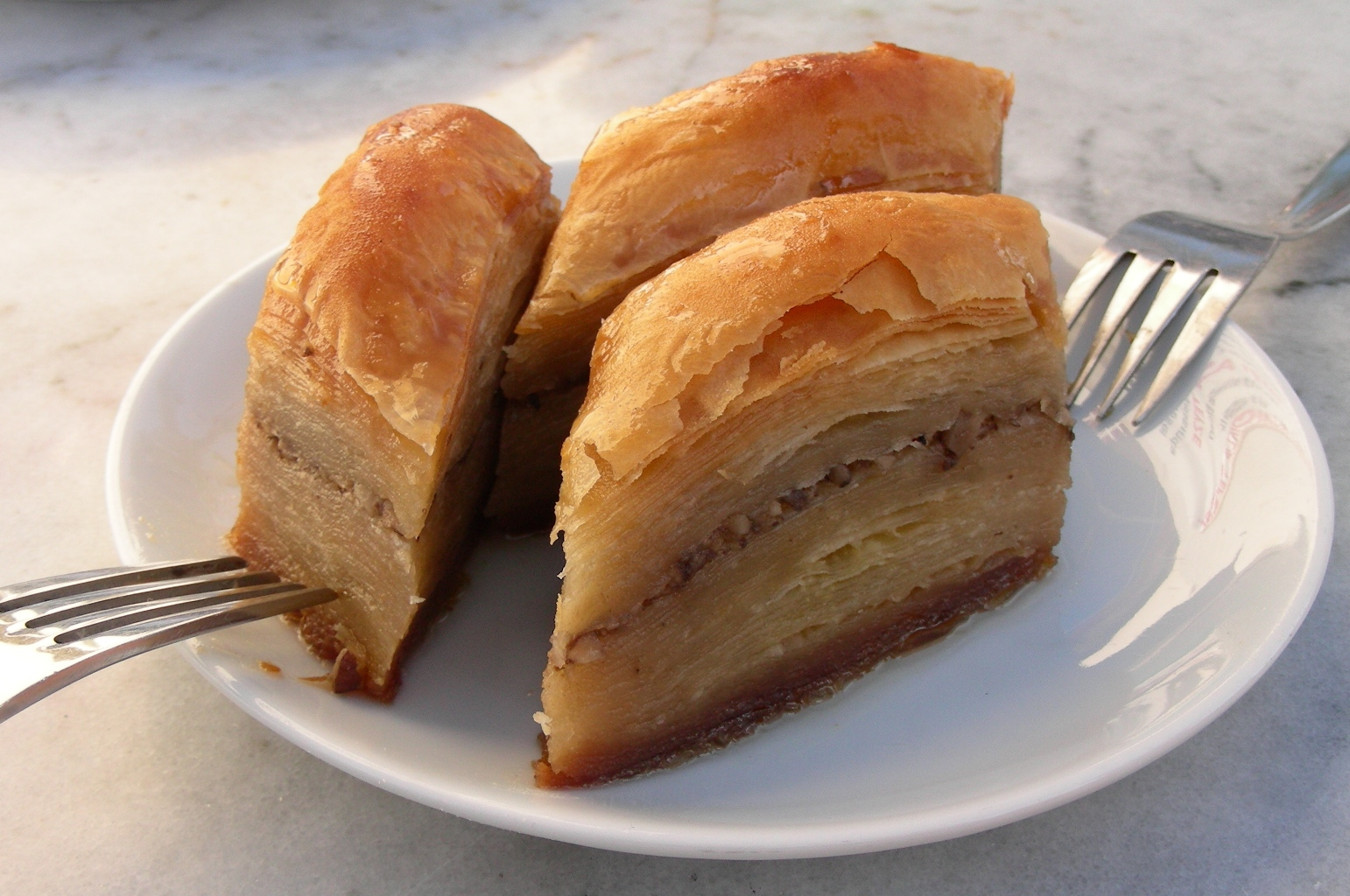
Baklava

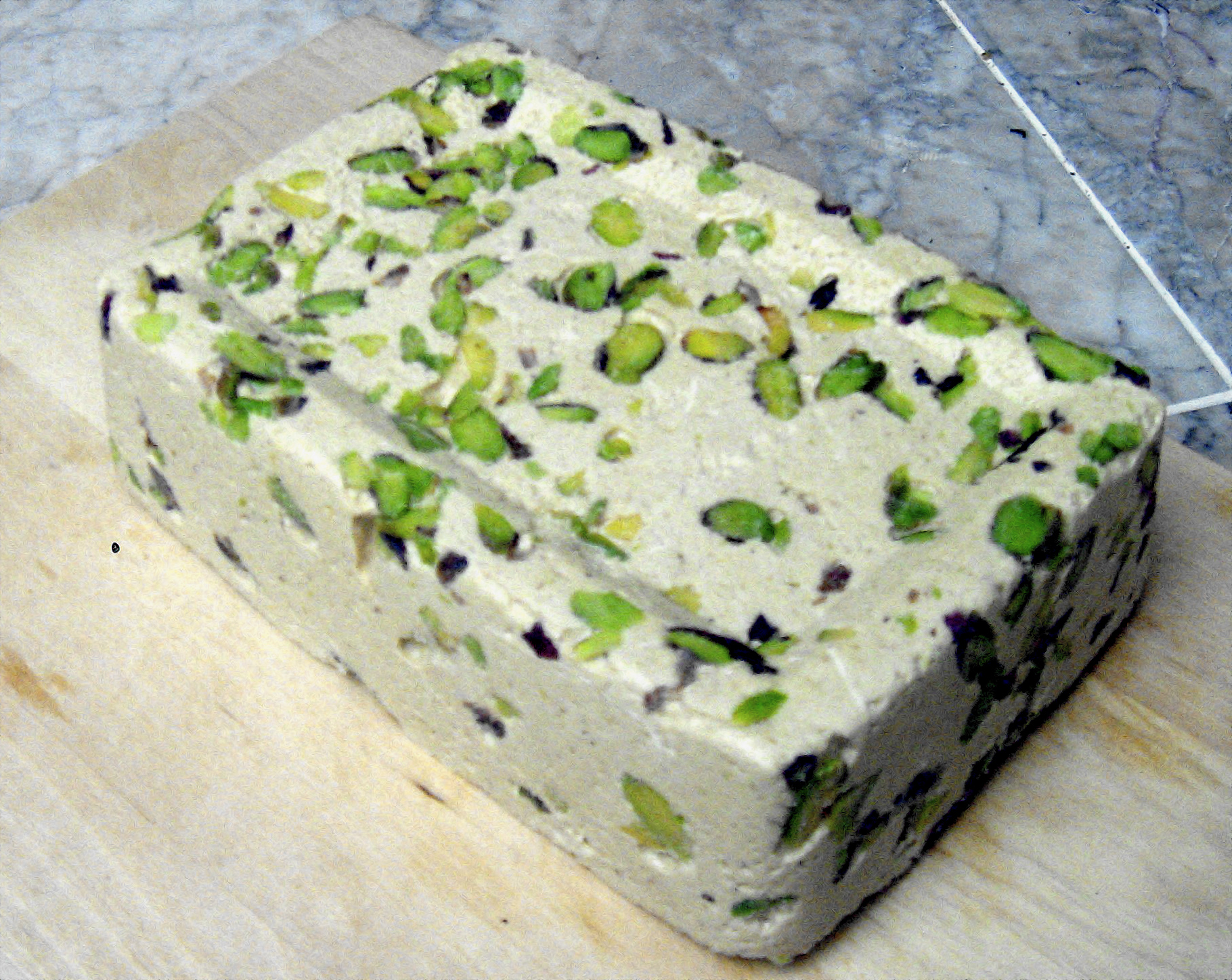
Una halva a base di pistacchio

- Baklava – pasta sfoglia con un ripieno di noci, inzuppato in sciroppo di zucchero o miele
- Ružica – simile a baklava, ma cotto in un piccolo rotolo con uvetta
- Sutlijaš - budino di riso
- Tulumbe
- Kadaif
- Oblande
- Pekmez
- Halva
- Štrúdľa
- Palačinke
- Kompot – una bevanda fredda dal gusto dolce, fatta di frutta cotta
- Jabukovaca (Pita od jabuka) – pasta ripiena di mele
- Šampita
- Tursija
- Bajadera
- Kiflice
- Lokumovi
- Hurmice
- Bombice

## Bevande alcoliche

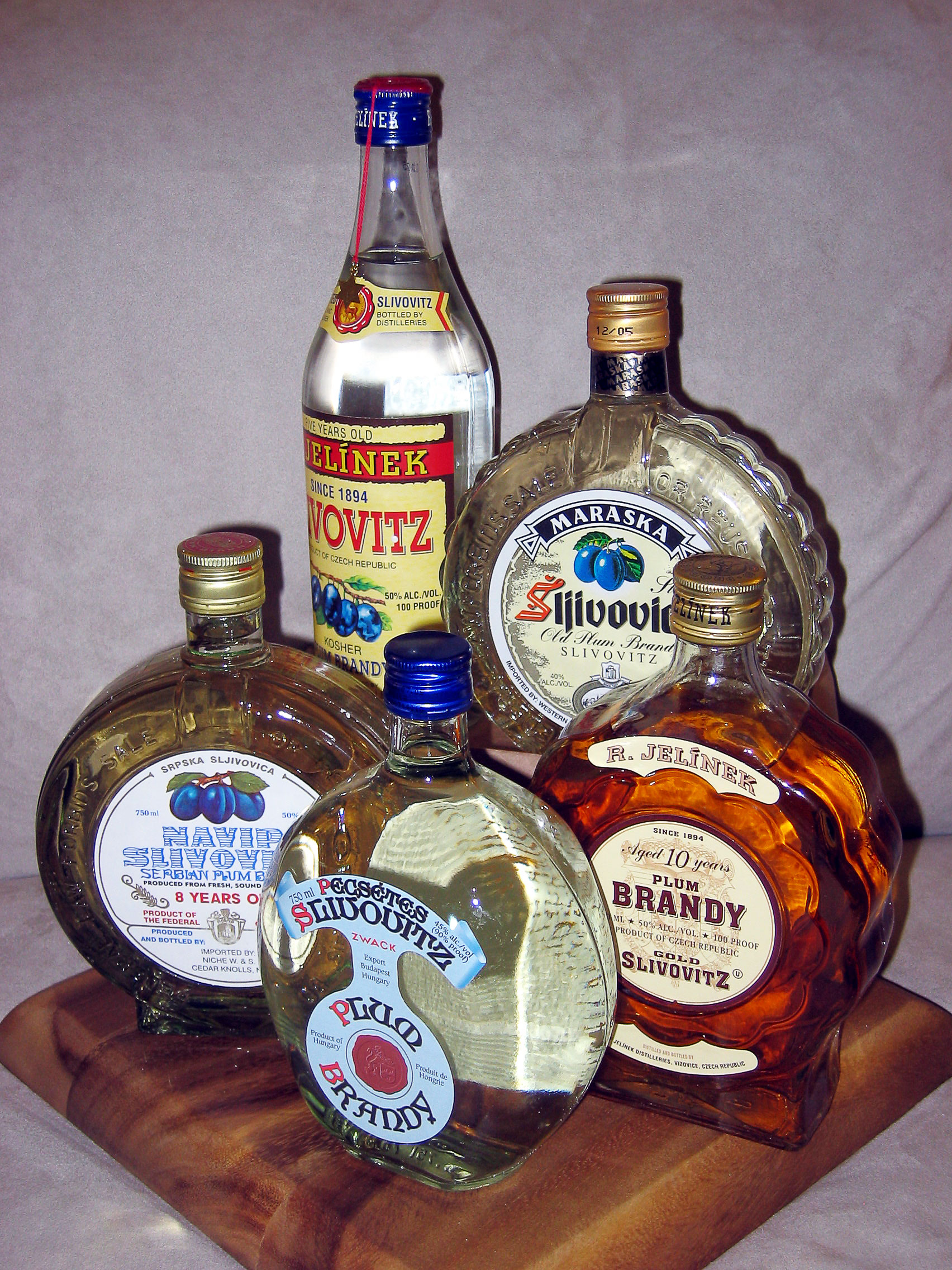
Cinque bottiglie di diversi tipi di slivovitz

La tradizione della produzione della birra si è radicata nel paese con la dominazione austroungarica. Ogni grande città ha una o più fabbriche di birra e le più importanti sono la Sarajevsko Pivo a Sarajevo, la Nektar a Banja Luka, la Mostarsko Pivo a Mostar e la Tuzlansko Pivo a Tuzla.
Il vino è prodotto in particolar modo in Erzegovina, nelle aree di Mostar, Čitluk, Ljubuški, Stolac, Domanovići e Medjugorje. I vini tipici dell'area sono:
- Blatina (rosso) [2]
- Vranac (rosso, originario del Montenegro ma largamente diffuso anche in Erzegovina)[3]
- Žilavka (bianco) [2]

I superalcolici sono distillati da diversi tipi di frutta, con gradazioni che partono dal 45% di alcool. Tra questi si segnalano:
- Jabuka (distillato di mele)
- Kasija (distillato di albicocche)
- Kruške (distillato di pere)
- Loza (distillato di vinacce)
- Slivovitz (distillato di prugne)
- Viliamovka (distillato di pere Williams)
- Rakija